# Луїс дель Соль
Луїс дель Соль (ісп. Luis del Sol, 6 квітня 1935, Аркос-де-Халон — 20 червня 2021) — іспанський футболіст, що грав на позиції півзахисника. По завершенні ігрової кар'єри — тренер.
Виступав, зокрема, за «Реал Мадрид», «Ювентус» та «Рому», а також національну збірну Іспанії. У складі збірної — чемпіон Європи.

## Клубна кар'єра
Народився 6 квітня 1935 року в місті Аркос-де-Халон, однак все його дитинство пройшло в місті Севілья, куди переїхала його родина, коли Луїсу було лише 2 місяці. Свою кар'єру дель Соль розпочав у клубі «Ферровіаріос», звідки перейшов в молодіжний склад «Бетіса», потім недовго грав за «Утреру», звідки повернувся в «Бетіс» і дебютував в першій команді клубу. Дель Соль допоміг клубу вийди з Сегунди в Прімеру в 1958 році.

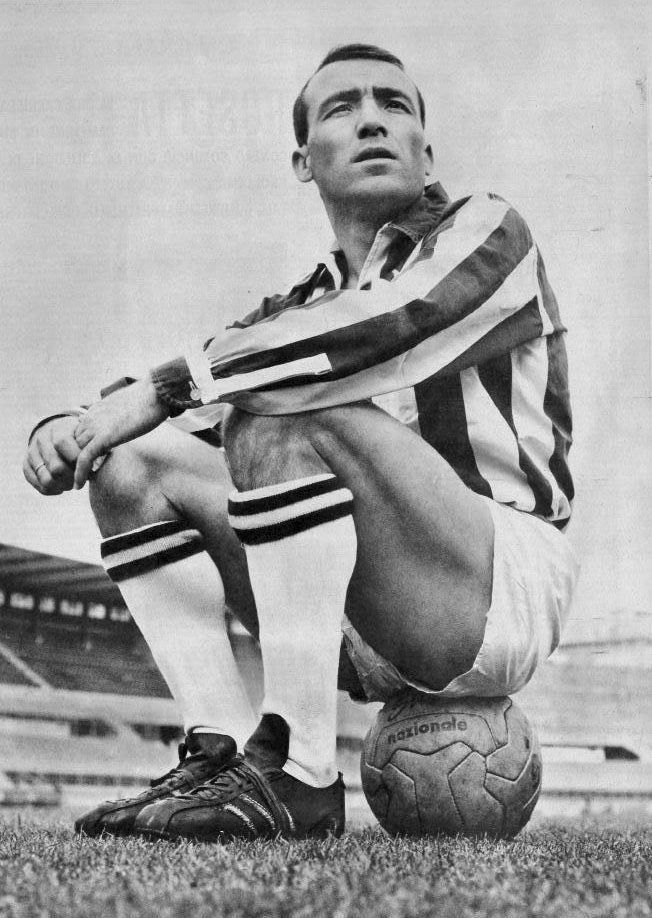
Луїс дель Соль під час виступів за «Ювентус» у сезоні 1962/63

Незабаром привернув увагу гранда іспанського футболу, клубу «Реал Мадрид», що шукав заміну невдало виступавшому бразильцеві Діді, резонно вважаючи, що швидкий півзахисник буде хорошою допомогою віковим Альфредо Ді Стефано і Ференцу Пушкашу. В «Реал» дель Соль перейшов в 1960 році за 8 млн песет, він зіграв за «королівський клуб» всього два роки, але за цей період виграв з командою кубок європейських чемпіонів та міжконтинентальний кубок, найбільші клубні трофеї, завойовані дель Солем в його кар'єрі. Також протягом цих років двічі виборював титул чемпіона Іспанії та ставав володарем Кубка Іспанії.
У 1962 році дель Соль перейшов в італійський «Ювентус», куди «Реал» продав гравця за 35 млн песет, сподіваючись вкласти виручені гроші в покупку суперзірки «Сантоса» Пеле. Дель Соль дебютував у Серії А 16 вересня 1962 року в матчі з «Дженоа». Відіграв за «стару сеньйору» наступні вісім сезонів своєї ігрової кар'єри. Більшість часу, проведеного у складі «Ювентуса», був основним гравцем команди. За цей час додав до переліку своїх трофеїв титул володаря Кубка Італії, а також ставав чемпіоном Італії.
Протягом 1970—1972 років захищав кольори команди клубу «Рома», в якій був капітаном команди, і виграв Меморіал Армандо Піккі у 1971 році та Англо-італійський кубок 1972 року.
Завершив професійну ігрову кар'єру у віці 38-ми років у рідному клубі «Реал Бетіс» в 1973 році.

## Виступи за збірну
15 травня 1960 року дебютував в офіційних іграх у складі національної збірної Іспанії в матчі з Англією, який «Червона фурія» виграла 3:0.
У складі збірної був учасником двох чемпіонатів світу — 1962 року у Чилі та 1966 року в Англії, зігравши по два матчі на кожному з них. Також поїхав з командою на домашній чемпіонат Європи 1964 року, ставши з командою чемпіоном Європи, проте у фінальних етапах на поле не виходив.
Останню гру провів 15 липня 1966 року із Швейцарією (2:1). Протягом кар'єри у національній команді, яка тривала 7 років, провів у формі головної команди країни 16 матчів, забивши 3 голи.

## Кар'єра тренера
По завершенні ігрової кар'єри залишився в структурі рідного клубу «Реал Бетіс», де працював на рідних посадах, а у 1985–1986 роках керував основною командою у Прімері. Згодом у сезоні 2000/01 знову був головним тренером команди і зумів вивести команду з Сегунди у вищий дивізіон. Також 1990 року недовго працював у Сегунді з «Рекреатіво».
У 2011 році він був введений в Алею слави «Ювентуса» і був обраний вболівальниками одним з 50 найбільш важливих гравців в історії клубу протяд з такими гравцями, як Діно Дзофф, Роберто Баджо, Зінедін Зідан або Алессандро дель П'єро.

## Досягнення
- Чемпіон Європи (1):

Іспанія: 1964
- Володар Кубка чемпіонів УЄФА (1):

«Реал Мадрид»: 1959–60
- Володар Міжконтинентального кубка (1):

«Реал Мадрид»: 1960
- Чемпіон Іспанії (2):

«Реал Мадрид»: 1960–61, 1961–62
- Володар Кубка Іспанії (1):

«Реал Мадрид»: 1961–62
- Чемпіон Італії (1):

«Ювентус»: 1966–67
- Володар Кубка Італії (1):

«Ювентус»: 1964-65

## Статистика
Статистика клубних виступів:
| Турнір                   | «Бетіс» | «Бетіс» | «Реал» | «Реал» | «Ювентус» | «Ювентус» | «Рома» | «Рома» | Всього | Всього |
| Турнір                   | І       | Г       | І      | Г      | І         | Г         | І      | Г      | І      | Г      |
| ------------------------ | ------- | ------- | ------ | ------ | --------- | --------- | ------ | ------ | ------ | ------ |
| Міжконтинентальний кубок | —       | —       | 2      | 0      | —         | —         | —      | —      | 2      | 0      |
| Кубок чемпіонів          | —       | —       | 15     | 4      | 9         | 0         | —      | —      | 24     | 4      |
| Кубок кубків             | —       | —       | —      | —      | 2         | 0         | —      | —      | 2      | 0      |
| Кубок ярмарків           | —       | —       | —      | —      | 29        | 3         | —      | —      | 29     | 3      |
| Чемпіонат Іспанії        | 57      | 6       | 55     | 22     | —         | —         | —      | —      | 112    | 28     |
| Кубок Іспанії            | 11      | 4       | 24     | 6      | —         | —         | —      | —      | 35     | 10     |
| Чемпіонат Іспанії (Д-2)  | 112     | 32      | —      | —      | —         | —         | —      | —      | 112    | 32     |
| Перехідний турнір        | 10      | 3       | —      | —      | —         | —         | —      | —      | 10     | 3      |
| Чемпіонат Італії         | —       | —       | —      | —      | 228       | 20        | 50     | 4      | 278    | 24     |
| Кубок Італії             | —       | —       | —      | —      | 7+        | 7         | 7      | 0      | 14+    | 7      |
| Всього                   | 190     | 45      | 96     | 32     | 275+      | 23        | 57     | 4      | 618    | 111    |